# 賽普勒斯的雅努斯
賽普勒斯的雅努斯（英語：Janus of Cyprus，1375年—1432年6月29日），賽普勒斯國王，1398年至1432年在位。

## 家庭
1411年，雅努斯與拉馬爾什伯爵約翰一世的女兒夏洛特結婚，兩人共有1子1女：
1. 約翰（1414年—1458年），賽普勒斯國王。
2. 安妮（1418年—1462年），薩伏依公爵夫人。